# Yazoo Records
Yazoo Records es una compañía discográfica estadounidense creada por Nick Perls en los últimos años de la década de 1960. Se especializó en blues temprano, bluegrass, jazz y en varios estilos musicales rurales estadounidenses (denominados colectivamente como música "de raíces").
Los cinco primeros discos de esta compañía (numerados desde L 1001 hasta L 1005) fueron distribuidos bajo el sello discográfico Belzona Records; posteriormente, dicho sello se renombró a Yazoo Records, siendo redistribuidos con este nombre aquellos cinco discos. Nick Perls recopiló, en la década de 1920, grabaciones antiguas de 78 rpm interpretadas por cantantes y guitarristas como Charlie Patton, Blind Willie McTell, the Memphis Jug Band, Blind Blake y Blind Lemon Jefferson.
Nick volvió a realizar grabaciones de músicos de blues negros y de jóvenes intérpretes de blues y jazz con otro de los sellos discográficas de la compañía, Blue Goose Records (creado en 1970). Yazoo Records fue adquirida por Shanachie Records en 1989.

## Artistas
El siguiente listado incluye a algunos de los artistas más importantes de Yazoo Records:
- Barbecue Bob
- Scrapper Blackwell
- Blind Blake
- Big Bill Broonzy
- Cannon's Jug Stompers
- Bo Carter
- Gary Davis
- Sleepy John Estes
- Blind Boy Fuller
- Blind Uncle Gaspard
- Mississippi John Hurt
- Skip James
- Blind Lemon Jefferson
- Blind Willie Johnson
- Furry Lewis
- Los Jardineros
- Dennis McGee
- Memphis Jug Band
- Mississippi Sheiks
- Charlie Patton
- Washington Phillips
- Ma Rainey
- Leo Soileau
- Charlie Spand
- Frank Stokes
- Roosevelt Sykes
- Tampa Red
- Henry Thomas
- Peetie Wheatstraw
- Casey Bill Weldon
- Robert Wilkins
- Tommy Johnson